# Carasso (mitologia)

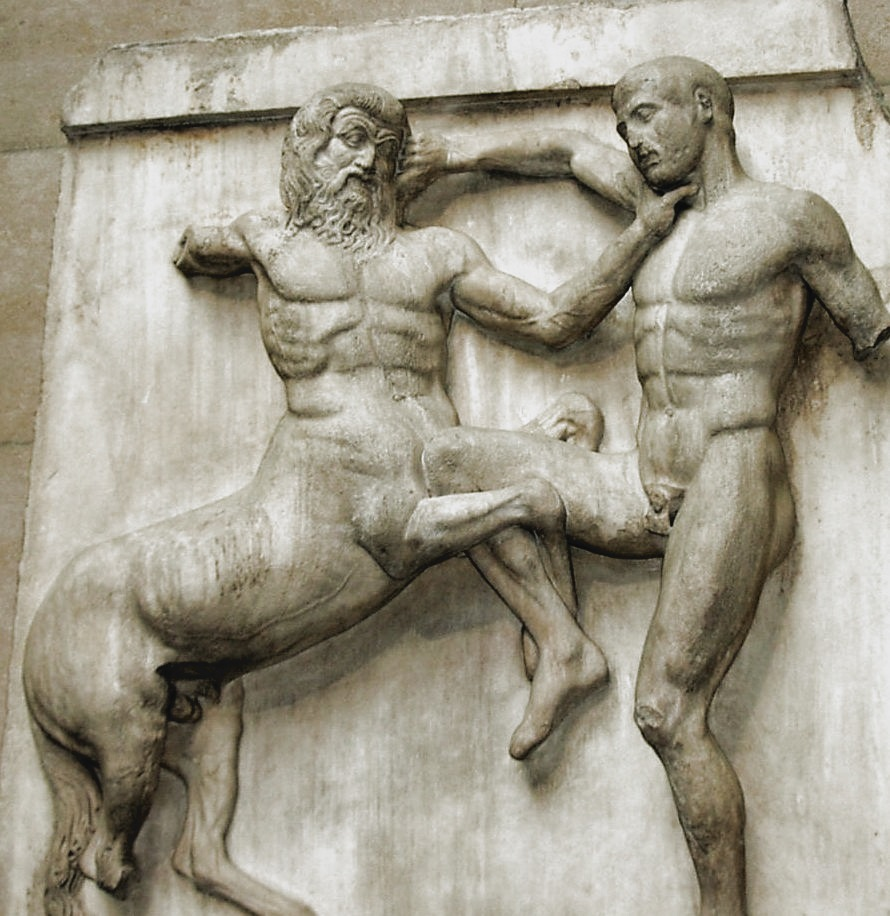
Lapita (Carasso?) in lotta con un Centauro (Reto?), metopa proveniente dalla parte meridionale del Partenone, ca. 447–433 a.C., Londra, British Museum.

Carasso è un personaggio della mitologia greca, appartenente al popolo dei Lapiti. 

## Mitologia
Insieme a molti altri suoi compatrioti, partecipò al banchetto matrimoniale di Piritoo, sovrano lapita, con Ippodamia, futura regina. 

Nel corso della cerimonia, tuttavia, i Centauri, annebbiati dall'ebbrezza, si scagliarono sulla sposa, provocando un'enorme rissa che vide opposti due popoli. 

Carasso uccise accidentalmente il fratello Comete. Fu ammazzato subito dopo dal centauro Reto.